# Březen 2018

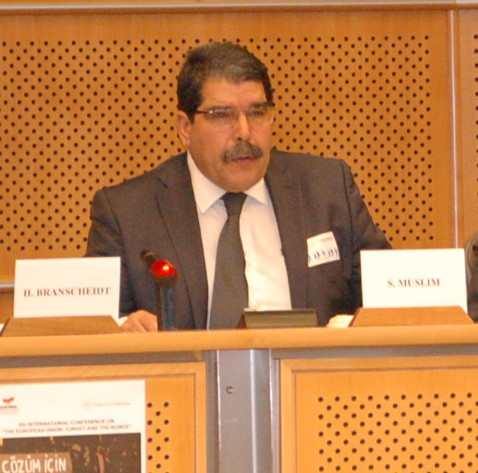
Sálih Muslim

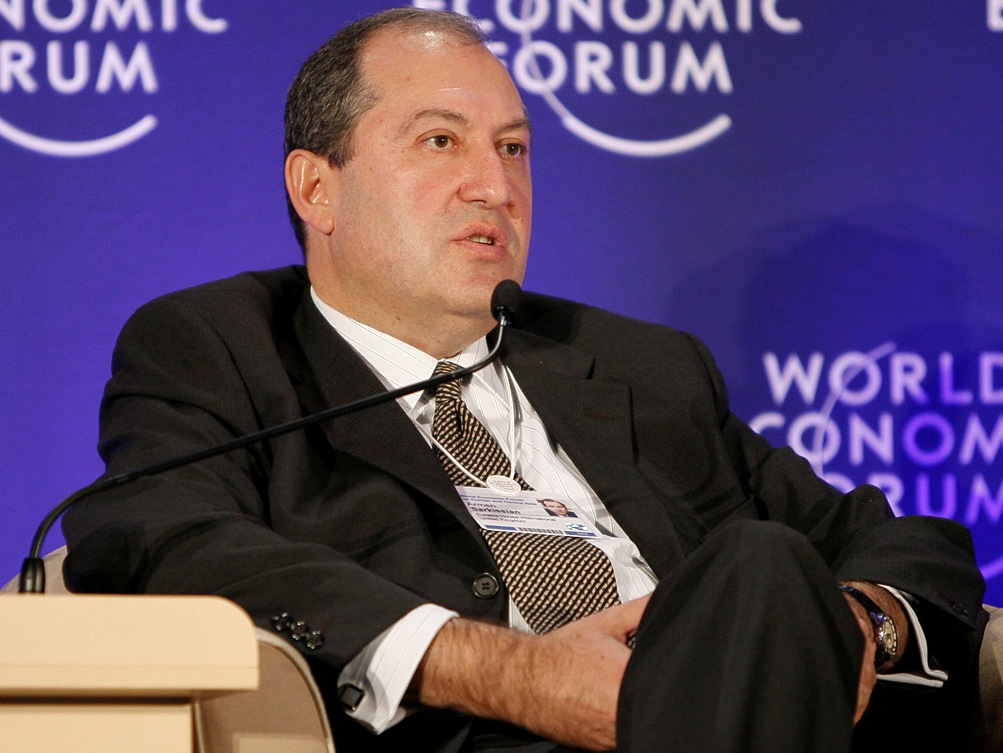
Armen Sarkisjan

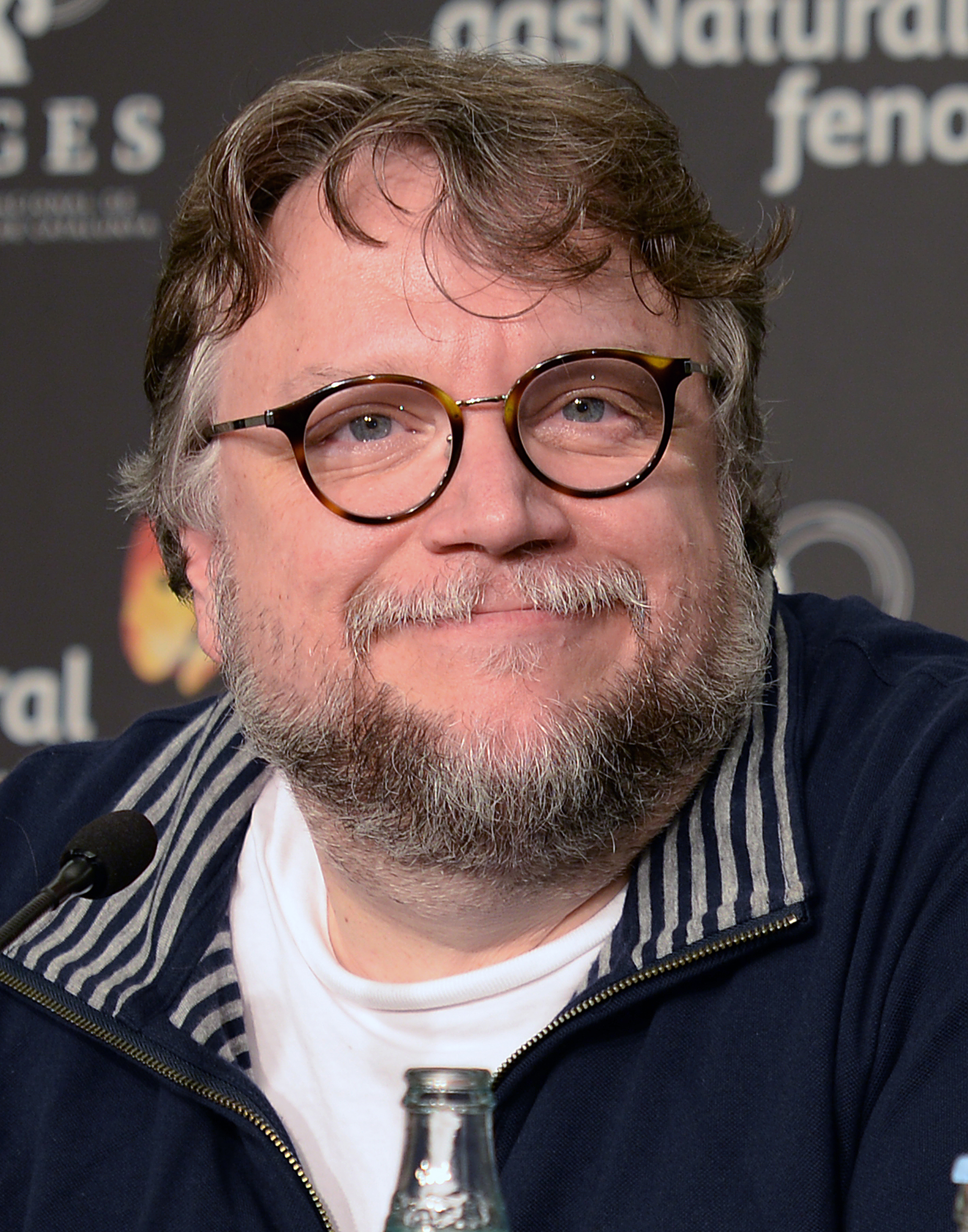
Guillermo del Toro

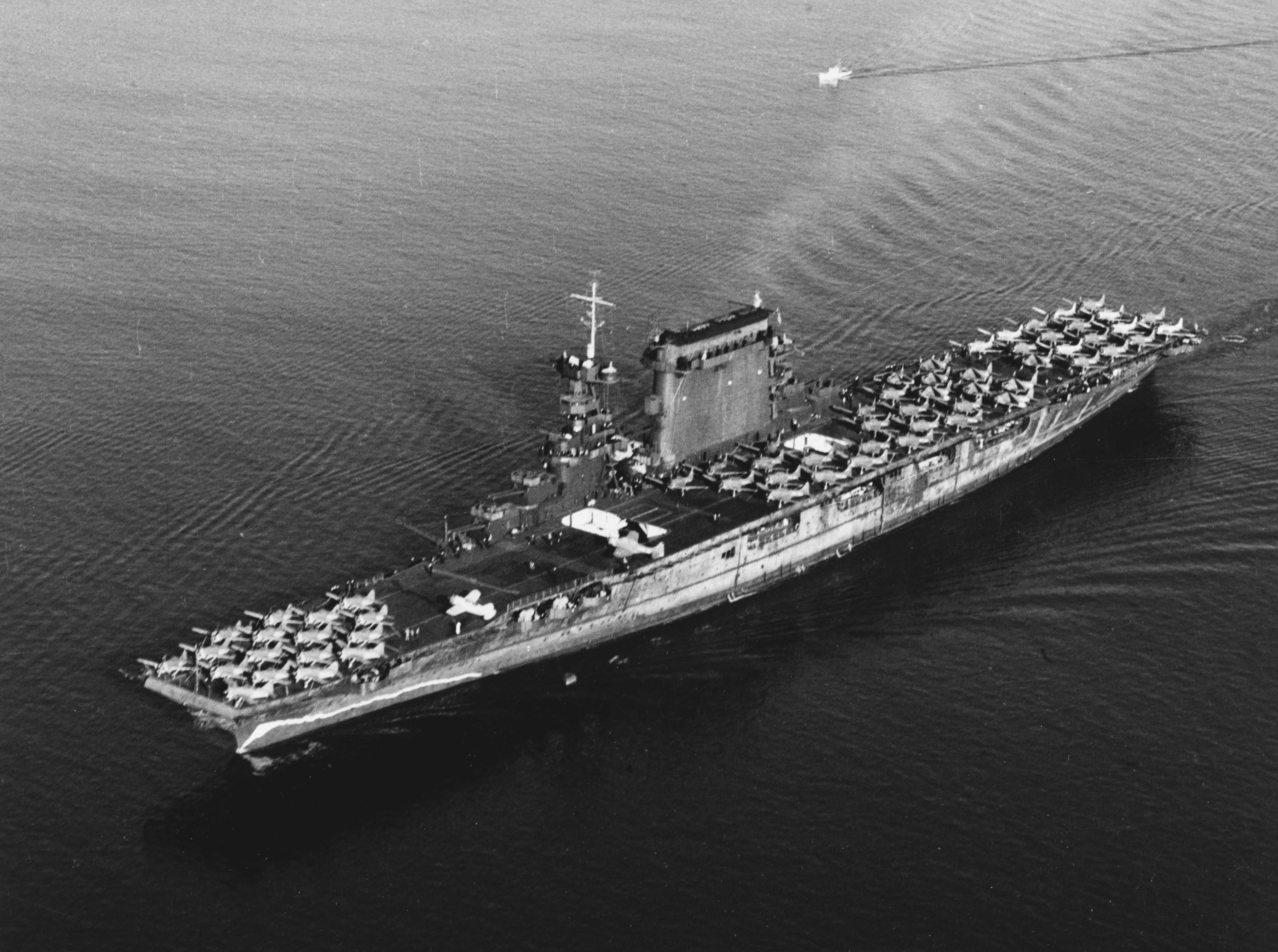
USS Lexington (CV-2)

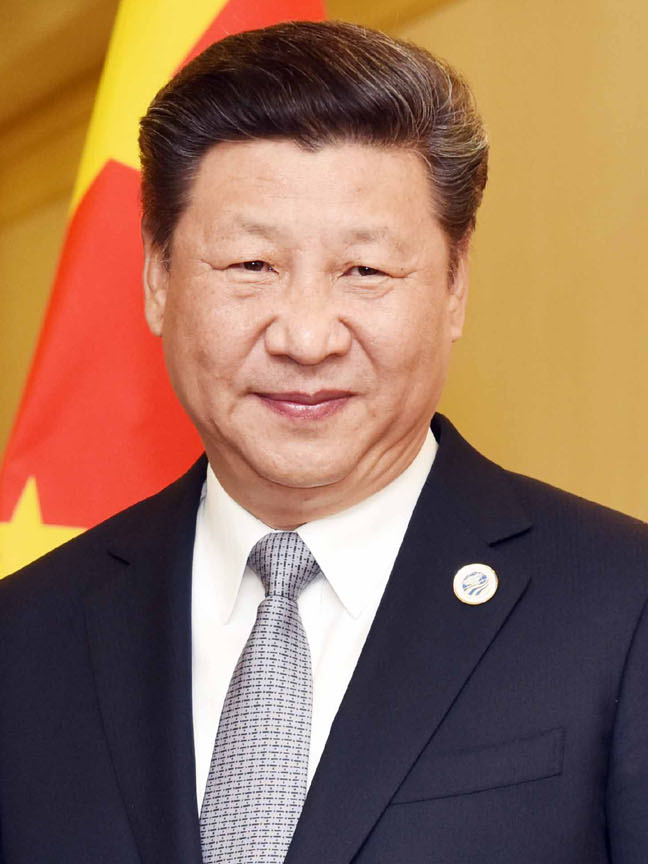
Si Ťin-pching

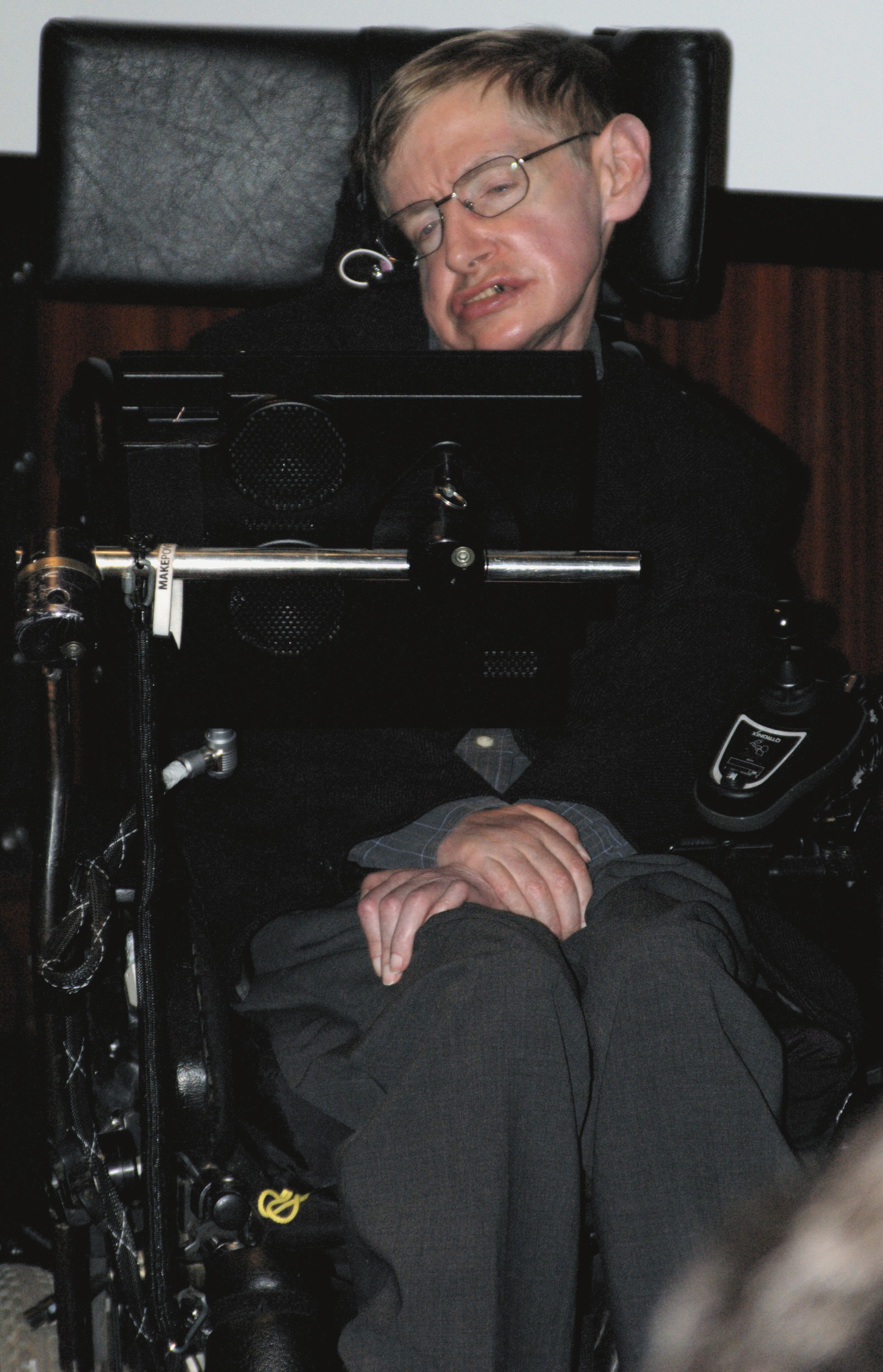
Stephen Hawking

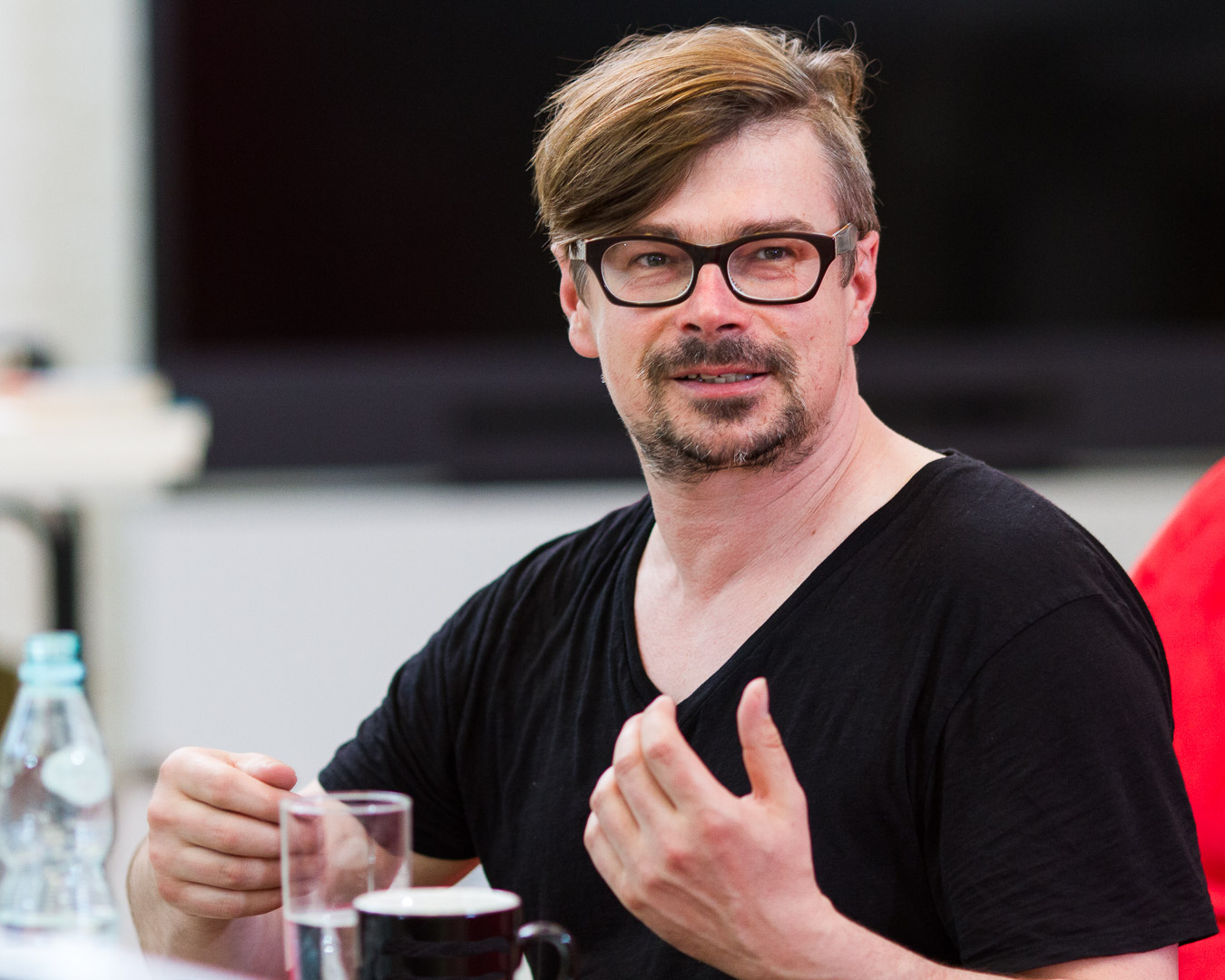
Jaroslav Rudiš

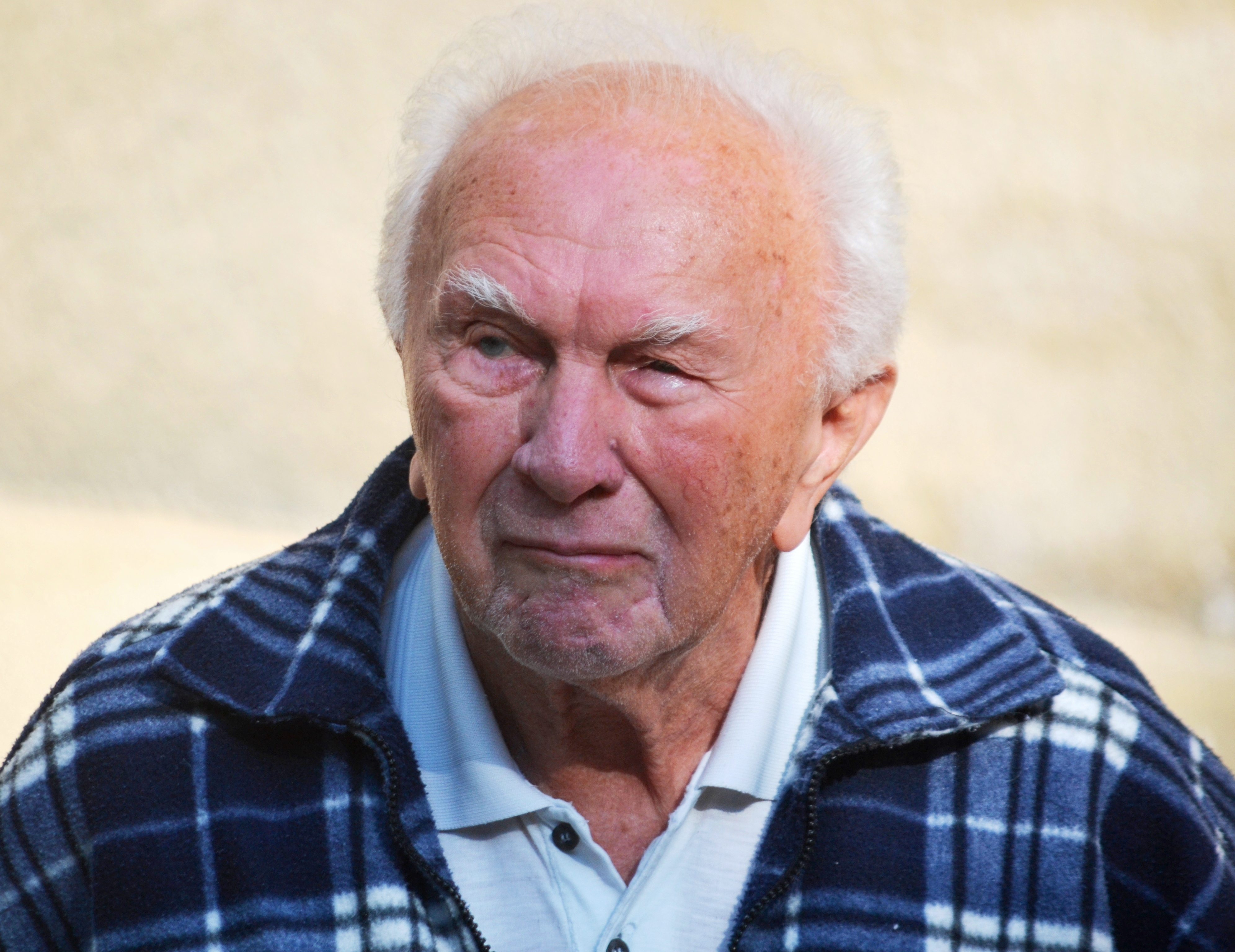
Zdeněk Mahler

Nosorožec tuponosý

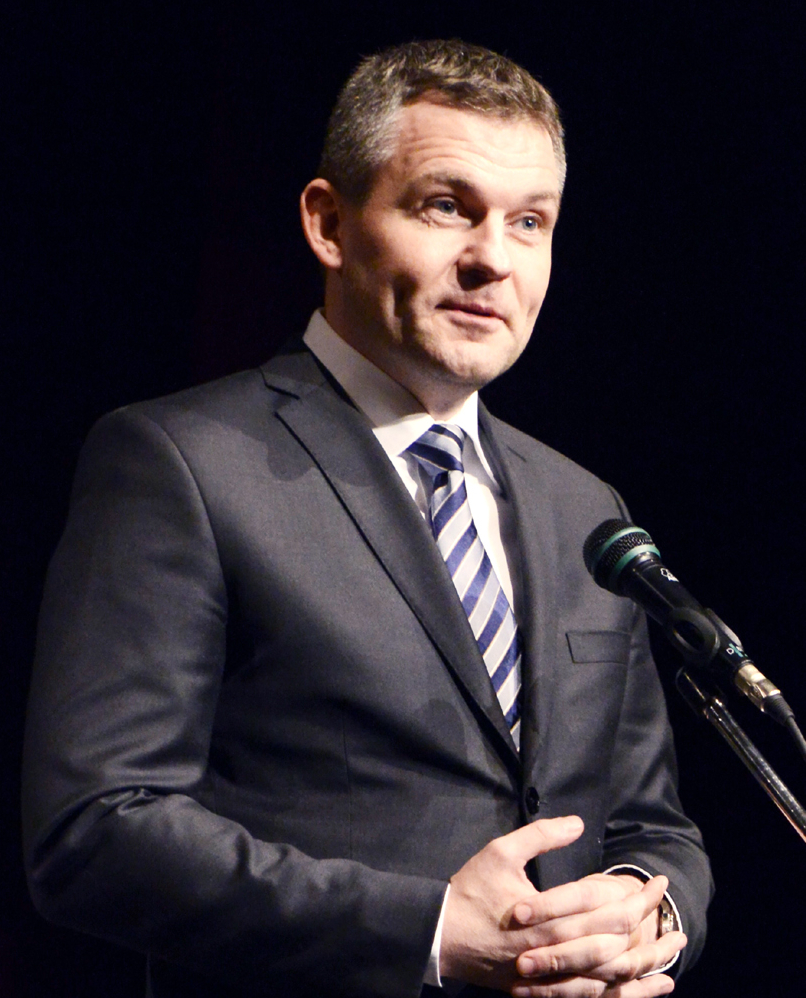
Peter Pellegrini

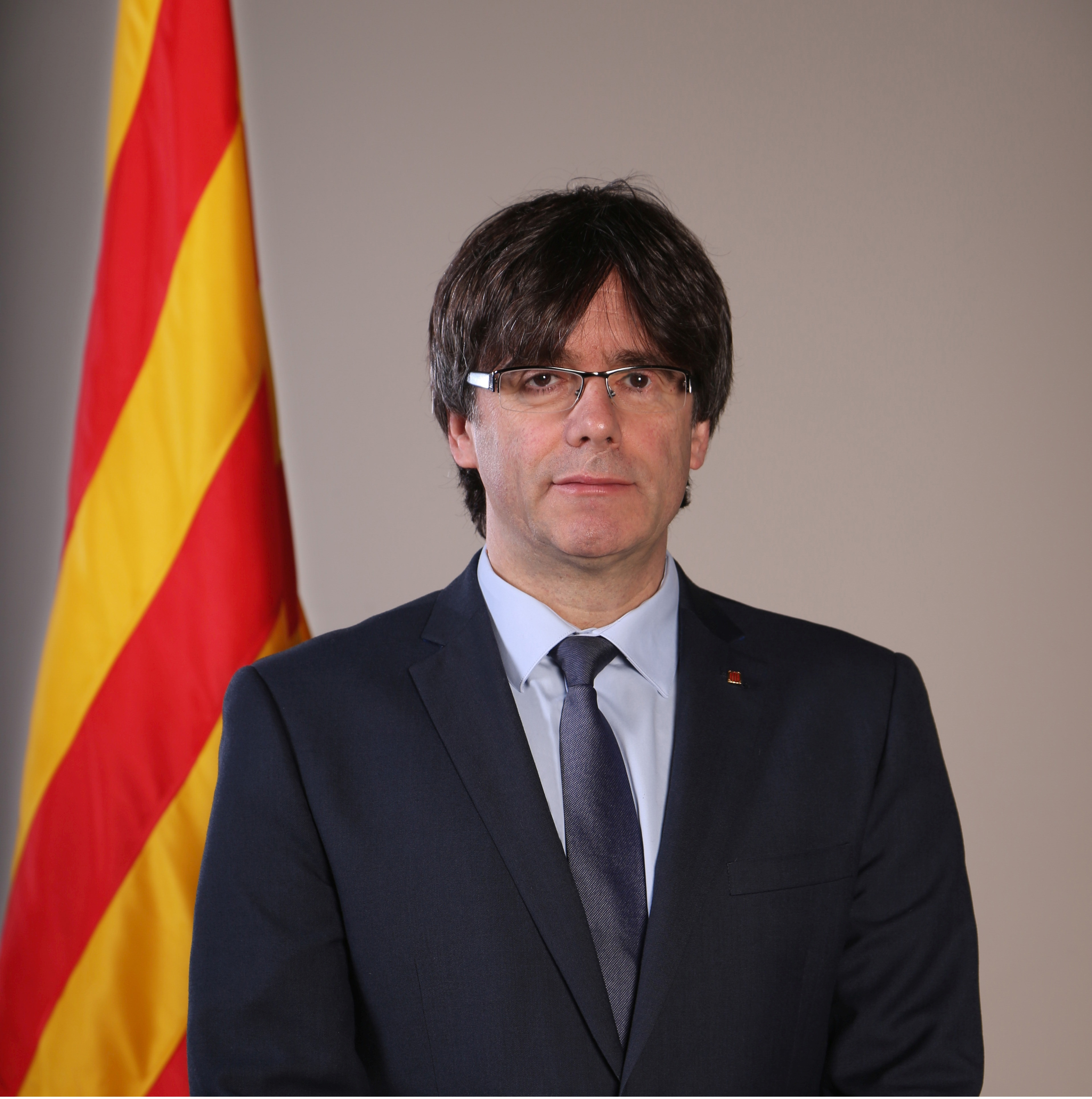
Carles Puigdemont

posun času

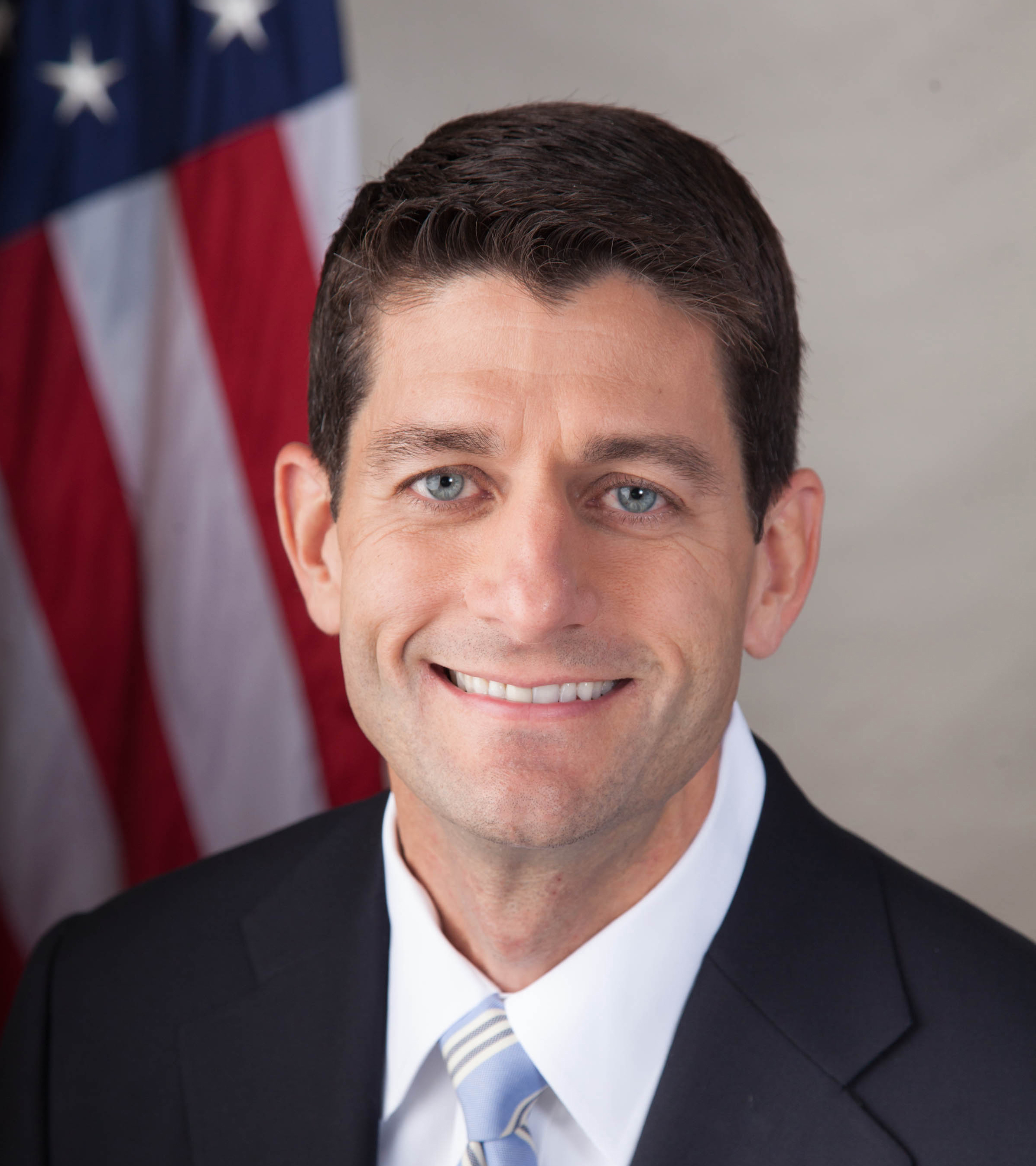
Paul Ryan

Toto je archivovaný článek z portálu Aktuality.
1. března – čtvrtek
 Během vyšetřování vraždy novináře Jána Kuciaka policie zadržela 7 lidí.
 V souvislosti s propuštěním Sáliha Muslima (na obrázku) označil turecký prezident Recep Tayyip Erdoğan Českou republiku za podporovatele terorismu.
 Katalánský parlament odmítl potvrdit deklaraci nezávislosti Katalánska z 27. října 2017.
 Venezuela přeložila prezidentské volby z 22. dubna na 20. května.
 Ruský prezident Vladimir Putin oznámil, že na konci roku 2017 provedlo Rusko úspěšnou zkoušku balistické rakety s neomezeným doletem na jaderný pohon.
2. března – pátek
 Tisíce lidí v několika městech na Slovensku a v Evropě se vydalo na pietní pochod na památku zavražděného novináře Jána Kuciaka a jeho snoubenky Martiny Kušnírové. V Bratislavě se ho účastnil i prezident Andrej Kiska.
 Novým arménským prezidentem byl zvolen bývalý premiér a diplomat Armen Sarkisjan (na obrázku).
 V hlavním městě Burkiny Faso Ouagadougou napadli neznámí ozbrojenci sídlo generálního štábu armády.
 V ázerbájdžánském Baku zemřelo 24 lidí při požáru odvykacího střediska pro drogově závislé.
 Česká republika si připomněla 40. výročí letu kosmonauta Vladimíra Remka do vesmíru.
3. března – sobota
 Ve věku 88 let zemřel britský běžec a neurolog Roger Bannister. V roce 1954 se stal prvním člověkem, který dokázal zaběhnout 1 míli v čase pod 4 minuty.
4. března – neděle
 Cenu Oscar za nejlepší film získala filmová romance Tvář vody režiséra Guillerma del Tora (na obrázku).
 Parlamentní volby v Itálii vyhrála pravicová koalice stran Liga Severu, Forza Italia a Bratři Itálie s 37% následovaná populistickým Hnutím pěti hvězd s 32,8% hlasů následované dosud vládnoucí Demokratické strana získala 22,8% hlasů.
5. března – pondělí
 Tisíce lidí demonstrovaly proti zvolení komunistického poslance Zdeňka Ondráčka do čela komise pro kontrolu Generální inspekce bezpečnostních sborů. Protesty směřovaly také proti stávajícímu premiérovi v demisi Andreji Babišovi.
 Severokorejský vůdce Kim Čong-un přijal v Pchjongjangu jihokorejskou diplomatickou delegaci.
 Koptský papež Theodoros II. přijal v Káhiře saúdského korunního prince Mohameda bin Salmána.
 Sergej Skripal, bývalý ruský agent pracující pro MI6, byl spolu se svou dcerou a policistou otráven nervově paralytickou látkou v anglickém městě Salisbury.
6. března – úterý
 Ve věku 89 let zemřel Vlastimil Bedrna, herec, který propůjčil svůj hlas Homerovi Simpsonovi.
 Srílanská vláda vyhlásila výjimečný stav po střetech mezi Sinhálci a místními muslimy ve městě Kandy.
 Dopravní letadlo An-26 havarovalo při přípravě na přistání na letecké základně Hmímím poblíž syrské Latákie. V letadle ruského vojenského letectva zahynulo všech 39 osob na palubě.
 Výzkumný tým Paula Allena objevil v Korálovém moři vrak letadlové lodi USS Lexington (CV-2) (na obrázku) potopené během bitvy v Korálovém moři v roce 1942.
8. března – čtvrtek
 Prezident republiky Miloš Zeman byl inaugurován do funkce prezidenta na druhé funkční období.
9. března – pátek
 Vražda Jána Kuciaka: Desetitisíce lidi protestovaly ve slovenských městech proti vládě Roberta Fica.
 Americký prezident Donald Trump přijal návrh severokorejského vůdce Kim Čong-una na přímé vyjednáváni o nukleárním odzbrojení. Půjde o první setkání představitelů obou zemí od konce korejské války v roce 1953.
  V jihokorejském Pchjongčchangu byly slavnostně zahájeny XII. zimní paralympijské hry.
 Český statistický úřad oznámil, že průměrná mzda v Česku za 4. čtvrtletí roku 2017 činila 31 646 korun.
10. března – sobota
 Film Bába z ledu režiséra Bohdana Slámy zvítězil v kategorii nejlepší český film roku 2017 při vyhlašování cen Český lev.
 Několik set českých radnic vyvěsilo tibetskou vlajku a Amnesty International uspořádala demonstraci před čínskou ambasádou v Praze.
11. března – neděle
 V pražském Obecním domě byla v dražbě prodána nejdražší československá poštovní známka za 7,8 milionu korun.
 Všečínské shromáždění lidových zástupců zrušilo dosavadní omezení výkonu funkce prezidenta na deset let. Stávající prezident Si Ťin-pching (na obrázku) se tak může stát doživotním prezidentem.
 Ruské ministerstvo obrany ohlásilo úspěšnou zkoušku balistické rakety Kinžal, kterou odpálila stíhačka MiG-31.
 Na Kubě proběhly parlamentní volby.
 V kolumbijských parlamentních volbách propadla levicová strana FARC a úspěch zaznamenala pravicová strana Demokratický střed bývalého prezidenta Álvara Uribeho.
12. března – pondělí
 První náměstek řeckého ministra kultury a sportu, v reakci na incident[ujasnit] při zápase PAOK Soluň v. AEK Athény, pozastavil na dobu neurčitou konání všech zápasů řecké Superligy.
 Vražda Jána Kuciaka: Slovenský ministr vnitra Robert Kaliňák rezignoval na svou funkci.
 Nejméně 49 lidí zemřelo při letecké nehodě během přistání na Mezinárodním letišti Tribhuvan v nepálském hlavním městě Káthmándú.
 Po pádu vrtulníku Eurocopter AS 350 do East River v New Yorku zahynulo 5 lidí.
13. března – úterý
 Konvoj palestinského premiéra Ramího Hamdalláha zasáhl poblíž hraničního přechodu Bajt Hanún v Pásmu Gazy výbuch, který zranil sedm lidí.
 Mike Pompeo, stávající ředitel CIA, nahradil Rexe Tillersona ve funkci ministra zahraničních věcí.
14. března – středa
 Ve věku 76 let zemřel Stephen Hawking (na obrázku), britský teoretický fyzik a jeden z nejznámějších vědců současnosti. 
 Německý spolkový sněm zvolil Angelu Merkelovou počtvrté Spolkovou kancléřskou.
 Spojené království rozhodlo o vyhoštění 23 ruských diplomatů v reakci na otravu ruského špiona Sergeje Skripala.
 Američtí studenti demonstrovali napříč Spojenými státy za účinnější kontrolu zbraní.
15. března – čtvrtek
 Na tři stovky vysokých a středních škol a dalších institucí se zapojily do studentské stávky Vyjdi ven na obranu ústavních hodnot.
 Slovenský premiér Robert Fico podal demisi a prezident Andrej Kiska pověřil Petera Pellegriniho sestavením nové vlády.
 Ve věku 92 let zemřel kazatel Českobratrské církve evangelické, jeden z prvních signatářů Charty 77 a zakládající člen Výboru na obranu nespravedlivě stíhaných Alfréd Kocáb.
 Spisovatel Jaroslav Rudiš (na obrázku) obdržel na Lipském knižním veletrhu jako první Čech Cenu literárních domů.
 V Obecním domě v Praze začal 25. ročník filmového festivalu Febiofest. Cenu Kristián obdrželi Charles Aznavour a Daniela Kolářová.
16. března – pátek
 V západním Iráku se u města Al-Káim zřítil vrtulník americké armády HH-60 se sedmi lidmi na palubě.
17. března – sobota
 Ve věku 89 let zemřel český spisovatel a scenárista Zdeněk Mahler (na obrázku).
18. března – neděle
 Přibližně od 12:00 SELČ probíhal v Pchjongčchangu závěrečný ceremoniál, který oficiálně ukončil Zimní paralympijské hry 2018 a předal pomyslnou štafetu do Pekingu.
 Vladimir Putin byl v prvním kole voleb zvolen ruským prezidentem na dalších 6 let.
 Svobodná syrská armáda podporovaná tureckou armádou dobyla město Afrín ve stejnojmenném rojavském kantonu v severní Sýrií.
19. března – pondělí
 Data miningová společnost Cambridge Analytica byla obviněna ze zneužití dat 50 milionů uživatelů Facebooku k ovlivňování volebních kampaní ve Spojených státech a dalších zemích včetně Česka.
 Samořízené motorové vozidlo společnosti Uber srazilo v arizonském městě Tempe chodkyni, která po nehodě zemřela.
 Turecká policie v Ankaře zjistila při razii proti pašerákům 1,4 kilogramu radioaktivního kalifornia.
20. března – úterý
 Ve zkrachovalé továrně v Panenských Břežanech byly nalezeny filmové záznamy procesu s Rudolfem Slánským.
 Sudán (na obrázku), poslední samec nosorožce tuponosého severního, byl kvůli špatnému zdravotnímu stavu utracen v keňské rezervaci Ol Pejeta.
 Ceny Anděl za rok 2017 získali skupina J.A.R., zpěvák David Stypka, zpěvačka Debbi a další. Objevem roku se stala skupina Mirai.
 Slovenský prezident Andrej Kiska odmítl jmenovat novou vládu Petera Pellegriniho.
 Francouzská policie zadržela bývalého prezidenta Nicolase Sarkozyho kvůli nezákonnému financování jeho volební kampaně v prezidentských volbách v roce 2007.
 Bubeník kapely The Beatles Ringo Starr byl princem Williamem povýšen do šlechtického stavu.
21. března – středa
 Zástupci 44 zemí Africké unie podepsali ve rwandské Kigali dohodu o zóně volného obchodu (CFTA).
 Expedice Paula Allena nalezla u Šalomounových ostrovů křižník USS Juneau (CL-52), který se zde potopil v roce 1942.
 Prezident České republiky Miloš Zeman udělil apoštolskému nunciovi Giuseppu Leanzovi druhé nejvyšší státní vyznamenání Řád Tomáše Garrigua Masaryka.
 Kanadský matematik Robert Langlands získal Abelovu cenu za program propojující teorii reprezentací s teorií čísel.
 Myanmarský prezident Tchin Ťjo rezignoval na svou funkci.
 Povstalci z Boko Haram propustili 76 ze 110 školaček unesených při nájezdu na dívčí školu v nigerijském státě Yobe.
22. března – čtvrtek
 Slovenský prezident Andrej Kiska na druhý pokus jmenoval vládu Petera Pellegriniho (na obrázku).
 Šest mrtvých a dva zraněné si vyžádal výbuch v areálu chemičky Synthos patřící společnosti Unipetrol v Kralupech nad Vltavou.
 Služba bezpečnosti Ukrajiny zadržela poslankyni ukrajinského parlmentu a válečnou veteránku Nadiju Savčenkovou.
 Bývalý francouzský prezident Nicolas Sarkozy byl obviněn a dán pod soudní dohled kvůli možnému financování své prezidentské kampaně Muammarem Kaddáfím v roce 2007.
 Peruánský prezident Pedro Pablo Kuczynski podal demisi.
23. března – pátek
 Španělská ústavní krize: Španělská prokuratura obvinila třináct katalánských politiků včetně bývalého premiéra Carlese Puigdemonta (na obrázku) ze vzpoury.
 Sympatizant Islámského státu zabil čtyři lidi a 15 dalších zranil ve městech Carcassonne a Trèbes v jižní Francii. Francouzská protiteroristická jednotka GIGN následně útočníka usmrtila.
 Premiér v demisi Andrej Babiš informoval prezidenta Miloše Zemana o plánu na vyhoštění několika ruských diplomatů kvůli kauze použití nervové látky v Británii.
 Řidič v USA najel s autem plným propanu na leteckou základnu. FBI čin řeší jako terorismus.
 Miloš Zeman se chystá na první cestu do zahraničí po svém znovuzvolení. Má vést na Slovensko.
 Na australské pláži uhynulo přes 140 kulohlavců, záchranáři bojují o život posledních přeživších 
 Donaldův Trumpův nový poradce pro národní bezpečnost John Bolton by chtěl vypovědět jadernou dohodu s Íránem.
24. března – sobota
 Herecká asociace udělila 25. výroční Ceny Thálie 2017 za mimořádné výkony a celoživotní mistrovství v oblastech jevištního umění.
 Střelba v Parklandu: Statisíce lidí protestovaly ve Washingtonu a dalších amerických městech za „rozumnou“ regulaci střelných zbraní.
 Občanská válka v Sýrii: Sta tisíce lidí opustily v důsledku vládní ofenzivy města ve východní Ghútě na předměstí Damašku. Vláda získala kontrolu nad oblastí poprvé od roku 2013. Povstalci s rodinami byli přesunuti do provincie Idlib.
25. března – neděle
 Ve věku 83 let zemřela Svatava Simonová, režisérka pohádek.
 Nejméně 64 mrtvých si vyžádal požár nákupního centra v sibiřském městě Kemerovo. Velkou část obětí tvoří děti.
 Ve 2:00 začal v Česku platit letní čas, když se hodinová ručička posunula o hodinu vpřed (na obrázku).
 Německá policie zadržela bývalého katalánského premiéra Carlese Puigdemonta, který je ve Španělsku obviněn ze vzpoury.
26. března – pondělí
 Spojené státy, Kanada, Ukrajina, Albánie a 14 zemí Evropské unie, včetně Česka, vyhostilo ruské diplomaty v reakci na použití nervového plynu ve Spojeném království.
27. března – úterý
 Předseda Sněmovny reprezentantů USA, Paul Ryan (na obrázku), vystoupil v Poslanecké sněmovně ČR a poté s jejím předsedou podepsali společnou deklaraci odkazující na vznik Československa a vyzdvihující demokracii.
28. března – středa
 Agentura Nová Čína potvrdila, že ve dnech 25.–28. března v Číně pobýval severokorejský vůdce Kim Čong-un a v Pekingu se setkal s prezidentem Si Ťin-pchingem.
 Oromský politik Abiy Ahmed byl zvolen předsedou etiopské vládnoucí koalice.
 Novým myanmarským prezidentem byl zvolen Win Myin.
29. března – čtvrtek
 Česká televize zahájila digitální televizní vysílání ve standardu DVB-T2.
 Texasem a Louisianou se prohnala silná bouře, která způsobila zvýšení hladiny toků na desítkách řek.
30. března – pátek
 Nejméně 16 palestinských demonstrantů bylo zastřeleno izraelskou armádou poblíž izraelské hranice s Pásmem Gazy.
 Česko vydalo do USA ruského občana Jevgenije Nikulina obviněného z hackerských útoků.